# Exyston pratorum
Exyston pratorum là một loài tò vò trong họ Ichneumonidae.